# HMS Express (H61)
«Експрес» (H61) (англ. HMS Express (H61) — військовий корабель, ескадрений міноносець типу «E» Королівських військово-морських флотів Великої Британії та Канади за часів Другої світової війни. Есмінець брав активну участь у бойових діях на морі; бився у Північній Атлантиці, біля берегів Франції та Норвегії.
За проявлену мужність та стійкість у боях заохочений відзнакою.

## Історія створення
Есмінець «Експрес» був закладений 24 березня 1933 року на верфі компанії Swan Hunter & Wigham Richardson у Волсенді. 29 травня 1934 року він був спущений на воду, а 2 листопада 1934 року увійшов до складу Королівських ВМС Великої Британії. 

## Історія служби

### Передвоєнні часи
«Експрес» разом з однотипними есмінцями увійшов до 5-ї флотилії ескадрених міноносців Домашнього флоту й 9 місяців перебував на військово-морській базі, доки у зброярні тривало налаштування його корабельної артилерії. З вересня 1935 року через загострення обстановки на Африканському розі, так звану «Абіссінську кризу», він разом з іншими есмінцями був переведений до Середземноморського флоту і виконував завдання з патрулювання у східному Середземномор'ї.
У березні 1936 року корабель повернувся до Англії, де з 23 березня до 4 травня встав на обслуговування та модернізацію систем озброєння. На фоні ситуації, що утворилася в Іспанії, «Експрес» був тимчасово приписаний до військово-морської бази в Гібралтарі й виконував завдання з патрулювання і моніторингу обстановки. З січня до березня 1937 року він знову був у складі сил, що діяли за програмою недопущення контрабанди зброї до Піренейського півострова.

### Початок війни
З жовтня 1939 року есмінець почали використовувати, як мінний загороджувач, а з початку березня 1940 року разом з іншими есмінцями «Експрес» розпочали постановку мінних загороджень поблизу німецької Гельголандської бухти. У наслідок цих дій 13 березня на міні в загородженні № 7, яке встановили «Експрес», «Еск», «Ікарус» та «Імпалсів» підірвалась німецька субмарина U-44; усі 47 підводників загинули. 6 квітня наступний човен U-1 налетів на міну у тому ж самому загородженні № 7, яке встановив «Експрес» з іншими есмінцями, усі підводники також загинули. А 2 серпня ще один човен U-25 наразився на міну та затонув.
31 серпня 1940 року група есмінців та мінних загороджувачів з 5-ї та 20-ї флотилії вийшла з Іммінгама для постановки мінного поля поблизу берегів голландського острова Тесел. Повітряна розвідка виявила вихід німецьких кораблів і керівництво операцією вирішило, що це початок вторгнення на Британські острови. У наслідок нескоординованих дій есмінець «Експрес» наразився на міну й дістав важких пошкоджень; йому на допомогу кинувся «Еск» і, потрапивши на мінне поле, тут же підірвався спочатку на одній морській міні, потім на другій і затонув; загинуло 127 матросів. Наступним став есмінець «Айвенго», який у свою чергу поспішив на поміч, але також підірвався та через невиправні пошкодження і неможливість буксувати його до бази, був затоплений торпедами ескадреного міноносця «Кельвін».